# Agama mwanzae
Agama mwanzae là loài bò sát trong họ Agamidae, được tìm thấy ở Tanzania, Rwanda, và Kenya.
Có thể quan sát thấy cá thể của loài này tại những thời điểm nóng trong ngày khi chúng nằm phơi mình trên đá hoặc đồi. Đầu, cổ và vai con đực có màu đỏ sáng hay tím, trong khi cơ thể là màu xanh. Con cái chủ yếu là màu nâu và rất khó để phân biệt với các con cái khác trong chi agama. Con thằn lằn này thường bị nhầm lẫn với thằn lằn đá agama đầu đỏ (Agama agama).
Agama mwanzae trở thành thú cưng mang tính thời thượng do màu sắc đặc biệt của nó. Chúng trông giống như vị siêu anh hùng trong truyện tranh Người nhện.